# Ula Ložar
Ula Ložar es una cantante eslovena (nació en Ljubljana el 24 de enero de 2002).
Desde pequeña Ula ha aparecido en numerosos eventos y festivales de música. En el Festival de Europop en Hungría, se colocó en la cuarta posición de su categoría. Además, se ha dedicado a doblar numerosas series de dibujos al esloveno para su país, así como interpretar las bandas sonoras de los mismos.
En el 16 de septiembre de 2014 fue seleccionada por la televisión RTVSLO para representar a Eslovenia en el Festival de la Canción de Eurovisión Junior 2014 con su canción "Nisi sam / Your light" (No estás solo / Tu luz en español). De esta forma se convierte en la primera representante del país en este certamen con doce años de edad.
En 2015, concursó en el Tralala Festivala, que se celebró en Bitola.
El 4 de octubre de 2015, Lina Kuduzović fue elegida para representar a Eslovenia en el Festival de la Canción de Eurovisión Junior 2015. Que curiosamente, Lina Kuduzović y Ula Ložar ya se conocían, desde muy pequeñas.